# Koreocobitis
Koreocobitis és un gènere de peixos actinopterigis de la família dels cobítids.

## Taxonomia
- Koreocobitis naktongensis (Kim, Park & Nalbant, 2000)[2]
- Koreocobitis rotundicaudata (Wakiya & Mori, 1929)[3][4][5][6][7][8][9]